# L-Innu Malti
L-Innu Malti és l'himne nacional de Malta. El va escriure Dun Karm Psaila, cèlebre poeta maltés. Fou interpretat per primera volta el 3 de febrer de 1923, i fou declarat oficialment himne de Malta el 1945.

## Lletra

### En maltés
En maltés la llengua oficial de Malta.
| Alfabet llatí (oficial) | Alfabet àrab (històric) | Alfabet grec (obsolet) | Transcripció AFI |
| Lil din l-art ħelwa, l-Omm li tatna isimha, Ħares, Mulej, kif dejjem Int ħarist: Ftakar li lilha bil-oħla dawl libbist. Agħti, kbir Alla, id-dehen lil min jaħkimha, Rodd il-ħniena lis-sid, saħħa 'l-ħaddiem: Seddaq il-għaqda fil-Maltin u s-sliem. | لذين الأرض حِلوة، الأم اللي عطاتنا اسمها، حارس، مولاي، كيف دايم أنت حرست فتكر لي لِيلْها بالأُحلى دَوْل لبّست. أعطي، كبير الله، الذهن لِلْمِنْ يَحكمها، رُد الحنانة للسيد، صحَّة للخدَّام صدَق العَقدة في المالطين والسلام. | Λιλ διν λαρτ χελϝα, λΟμμ λι τατνα ισιμͱα, Χαρες, Μουλει, κιφ δεϊεμ Ιντ χαριστ: Φτακαρ λι λιλͱα βιλ οχλα δαϝλ λιββιστ. Αατι, κβιρ Αλλα, ιδδεͱεν λιλ μιν ιαχκιμͱα, Ροδδ ιλχνηνα λισσιδ, σαχχα ´λχαδδημ: Σεδδαϙ ιλααϙδα φιλ Μαλτιν ου σσλημ. | [lɪl diːn lɐrt ħɛlwɐ lɔmː lɪ taːtnɐ ɪsɪmhɐ] [ħaːrɛs mʊlɛj kiːv dɛjːɛm ɪnt ħɐrɪst] [ftɐkɐr lɪ liːlħɐ bɪlɔħlɐ dɐwl lɪbːɪst] [aːtiː ɡbiːr ɐlːɐ ɪdːɛːn lɪlmɪn jɐħkɪmhɐ] [rɔtː ɪlħnɪːnɐ lɪsːiːt sɐħːɐ lħɐdːɪːm] [sɛdːɐʔ ɪlaːʔdɐ fiːl mɐltiːn ʊsːlɪːm] |

### Traducció al català del text maltés
A aquesta bella terra, mare el nom de la qual ens vas donar
guarda-la, Senyor, com la vas guardar sempre
i tingues present a qui vas vestir amb les llums més belles.
Dona, gran Déu, saviesa als qui la governen,
atorga misericòrdia al patró, salut al treballador,
i enforteix la unitat i la pau dels maltesos.

### En anglès
Guard her, O Lord, as ever Thou hast guarded,
This Motherland sota dear whose name we bear!
Keep her in mind whom Thou hast made sota fair!
May he who rules for wisdom be regarded,
In master mercy, strength in man increase!
Confirm us all in unity and peace!

### Traducció al català del text anglès
Guarda-la, oh, Senyor, com ho has fet sempre,
aquesta pàtria tan estimada, el nom de la qual portem!
Tingues present a qui has fet tan bella!
Que amb les regles la saviesa siga respectada,
que la misericòrdia i la força cresca en les persones!
confirma'ns en la unitat i la pau!